# アンス・ラ・レイ地区
アンス・ラ・レイ地区（英語: Anse la Raye District）は、セントルシアの地区のひとつ。

## 隣接行政区画
- カストリーズ地区
- スフレ地区
- カナリアス地区

## ギャラリー
アンス・ラ・レイ地区の風景